# Ankyloglossi
Ankyloglossi, på dansk kendt som stramt tungebånd, er en medfødt misdannelse, der har potentiale for at nedsætte tungens bevægelighed med større eller mindre gener til følge. Det skyldes et usædvanligt kort og fortykket tungebånd (frenulum), der er en mukøs membran der forbinder undersiden af den forreste del af tungen med undersiden af munden.
Det anslås, at op til ti procent af Danmarks befolkning lider af stramt tungebånd i en grad, der virker generende.

## ATT / PTT
Ankyloglossi opdeles groft i to kategorier, hhv. ATT (anterior tongue tie), der er en forkortelse af den forreste del af tungebåndet, og PTT (posterior tongue tie), der er en forkortelse af den bagerste del af tungebåndet.  ATT er oftest synlig, og kan i Danmark diagnosticeres af praktiserende læge. PTT er et skjult stramt tungebånd, og vil sjældent blive diagnosticeret endsige behandlet af danske læger, idet der mangler nationale retningslinjer for behandlingen. Af samme årsag søger mange danske familier til udlandet, især Holland, for at få behandling. Det er også et problem, at sundhedsfaglige ikke har tilstrækkelig viden om stramt tungebånd, og derfor ikke klipper sufficient til at afhjælpe ammeproblemer, selv om taleproblemer bedres.
Hvis der er ATT er der altid en bagvedliggende PTT. Et studie af O'Callahan fra 2013 fandt, at 84% af spædbørn behandlet for stramt tungebånd kun havde PTT, mens kun 16% også havde ATT.

## Symptomer
Der er mange forskellige symptomer på stramt tungebånd. Det er en udbredt misforståelse, at man ikke kan have stramt tungebånd, hvis man kan stikke tungen ud af munden; tungen kan bevæges i flere forskellige retninger, og problemer med én bevægelse betyder ikke nødvendigvis problemer med andre. Ankyloglossi kan derfor være svært at diagnosticere, men kan mistænkes på en kombination af følgesymptomer. For spædbørn er de mest almindelige gener ved ankyloglossi problemer med amningen og dertil hørende spiseproblemer som refluks, maveonde, eller endda underernæring, men også problemer som uro, opmærksomhedsproblemer og dårlig søvn er almindelige. For større børn kan det stramme tungebånd medføre søvn- og spiseproblemer, ADHD-lignende symptomer, give problemer med læspen eller påvirke udtalen af især fortungelyde.

## Behandling
Behandlingen af ankyloglossi består i at løsne de fibre og membraner, der udgør det stramme tungebånd (oftest omtalt som at "klippe" tungebåndet), så tungen gives bedre bevægelighed. Selve indgrebet er relativt enkelt og hurtigt overstået, og kan udføres under lokalbedøvelse. I Danmark udføres proceduren dog almindeligvis i fuld bedøvelse, hvilket i kombination med en bekymring om uforvarende at komme til at beskadige nerver eller blodkar, får nogle danske læger til at være tilbageholdende med proceduren. Også dette er medvirkende til at danske familier søger behandling i udlandet.
O'Callahans studie fandt, at 83% af behandlede spædbørn fik gavn af proceduren, set i forhold til amning, inden for de følgende tre måneder. Af de deltagende børn i studiet blev 92% ernæret udelukkende ved amning i månederne efter indgrebet, uanset ammeproblemer før indgrebet. Der var ingen komplikationer ved nogen af studiets klippede tungebånd.